# Сыроватко, Лада Викторовна
Ла́да Ви́кторовна Сырова́тко (род. 3 января 1968 года, Калининград) — российский поэт, переводчик, литературовед, педагог. Кандидат педагогических наук (1997). Автор четырёх поэтических сборников и более чем 70 научных статей по проблемам истории русской и зарубежной литературы, педагогики, искусствоведения. Член Союза Российских писателей (с 2017), член Ассоциации искусствоведов (с 2023).

## Биография
Л. В. Сыроватко окончила школу № 1 в Калининграде, затем филологический факультет Калининградского государственного университета, где под руководством доцента Л. Г. Максидоновой защитила дипломную работу по творчеству А. С. Пушкина (1990). Автор четырёх поэтических сборников, опубликованных под псевдонимом Лада Викторова, а также поэтических публикаций под псевдонимом Сестра Урсула. Участник литературного объединения «Ревнители Бренности».
Л. В. Сыроватко — автор многочисленных научных, научно-популярных и методических публикаций по истории русской и зарубежной литературы, истории культуры, истории Калининградской области. Среди основных тем научных исследований Л. В. Сыроватко — творчество Ф. М. Достоевского, Г. Газданова и др. писателей. Комментатор трехтомного собрания сочинений Гайто Газданова (1996). В 1997 г. защитила диссертацию на соискание ученой степени кандидата педагогических наук (специальность 13.00.01 «Общая педагогика») по теме «Реализация педагогического потенциала романа Ф. М. Достоевского „Подросток“ на уроках литературы в старших классах» (Москва: НИЦЭВ Российской академии образования, 1997). Научный руководитель — доктор филологических наук Л. И. Сараскина.
С 1992 г. Л. В. Сыроватко работала учителем литературы и мировой художественной культуры в лицее № 49 Калининграда, с 2019 - ученым секретарем и заведующим научно-экспозиционным  отделом ГБУК "Калининградский музей изобразительных искусств". Лауреат конкурса «Учитель года Янтарного края России» (2001). В 2002 г. за вклад в развитие методической науки награждена медалью К. Д. Ушинского
. Победитель конкурса лучших учителей в рамках Приоритетного национального проекта «Образование» (2006). Обладатель диплома I степени в номинации «Лучшая инновационная разработка года» на региональном этапе Всероссийского конкурса «За нравственный подвиг учителя» (2012). Лауреат премии главы городского округа «Город Калининград» «Вдохновение» (номинация «Литературное творчество»).
Организатор научных конференций — «Газдановские чтения» (Калининград, 2000) и «Русское Зарубежье: приглашение к диалогу» (Калининград, 2003).
Куратор выставок «Remember me: миниатюрный портрет XVIII — первой половины XIX вв.» (ГБУК «Калининградский областной музей янтаря», 2015), «Вперед, Империя» (ФГБУК «Музей Мирового океана», 23 ноября 2016 — 31 марта 2017 года), «Чаепитие с Карамзиным» (ФГБУК «Музей Мирового океана» (12 июня 2019 — 14 ноября 2019, в рамках одноимённого проекта, поддержанного Фондом Президентских грантов) , "Женщина. Красавица. Муза" (2020), "Поэзия России" (2021), "Львы, творцы и меценаты" (2022), "Три века портрета" (2023)  (все - ГБУК "Калининградский областной музей изобразительных искусств") и др..

## Поэтическое творчество

### Сборники
- Викторова, Лада. Грустный рай: сборник стихов с комментариями. Калининград, 1997. 76 с. (Тираж 500).
- Викторова, Лада. Обретение формы: стихотворения, поэмы. Калининград: ОГУП «Калининградское книжное издательство», 2004. 104 с. ISBN 5-8500-525-9. (Тираж 500).
- Викторова, Лада. Строгий собеседник: стихотворения. Калининград: Терра Балтика, 2011. 60 с. ISBN 978-5-98777-051-1. (Тираж 500).
- Викторова, Лада. Стихотворения. Калининград: ИП Пермяков С. А., 2015. 160 с. ISBN 978-5-9631-0400-2. (Тираж 500, Издательская программа Правительства Калининградской области).

### Публикации стихов в альманахах и сборниках
- Сестра Урсула. МХК // Насекомое: альманах литературно-худож. иллюстрированных маразмов. М.; Калининград; СПб., 1996. С. 6-15.
- Сыроватко, Лада. Дон Гуан; Город // Ab ovo: лит.-худ. альманах. Калининград, 1997. Вып. 2. С. 7-9.
- Викторова, Лада. Судорога // Ab ovo: лит.-худ. альманах. Калининград, 1997. Вып. 3. С. 11-13.
- Сестра Урсула. «Хромая ямбом по стихам русским…»; Горсточке; Абсолютное Ничто; Свидетель; Памяти Анны Михайловны Плехановой // Насекомое: альманах литературно-худож. иллюстрированных маразмов. М.; Калининград; СПб., 1997. С. 115—121.
- Сестра Урсула. «Бог любит нас. Рассыпались миры…»; Твердь; Пейзаж с мистическим Рождеством // Насекомое: альманах литературно-худож. иллюстрированных маразмов. М.; Калининград; СПб., 1998. С. 64-66.
- Викторова, Лада. « Конец света начнется…»; «По пустотам, оставшимся после…»; «Страшно умирал гиперборей…»; «Скорее всего, ты не чувствуешь слез на щеках…» // Насекомое: альманах литературно-худож. иллюстрированных маразмов. М.; Калининград; СПб., 1999. С. 212—216.
- Викторова, Лада. «Когда бы вдруг умолкли города…»; «…и бесконечный океан…»; «Не хочу встречать поэтов…»; «…а сейчас я хочу рассказать про пятое колесо…»; «Малыш Левиафан…» // Насекомое: альманах литературно-худож. иллюстрированных маразмов. М.; Калининград; СПб., 2001. С. 24-26.
- Викторова, Лада. Вальдбург [Поэма] // Насекомое: альманах литературно-худож. иллюстрированных маразмов. М.; Калининград; СПб., 2002. С. 54-60.
- Викторова, Лада. Руина [Поэма] // Насекомое: альманах литературно-худож. иллюстрированных маразмов. М.; Калининград; СПб., 2003. С. 166—172.
- Викторова, Лада. «Мне снился сон. Мне снился океан…» // Насекомое: альманах литературно-худож. иллюстрированных маразмов. М.; Калининград; СПб., 2004. С. 268—270.
- Викторова, Лада. «Утечка — разруб покосившихся дней…»; Холодным маем жгут траву // Насекомое: альманах литературно-худож. иллюстрированных маразмов. М.; Калининград; СПб., 2005. С. 24-30.
- Викторова, Лада. «Мне снился сон. Мне снился океан…»; «В извилистых терниях рода…»; «Не искушай молитвой небеса»; «Это буйство цветочное прет из земли…»; «Какая круглая луна…» // Солнечный удар: современная калининградская литература / [Калинингр. Музей янтаря; ред.-сост. и авт. предисл. Т. Ю. Суворова, ред.-сост. И. Л. Белов, С. Ю. Михайлов, Т. Макеева]. Калининград: Музей янтаря, [2011]. С. 97-110. ISBN 978-5-903920-13-6

### Проза
- Викторова, Лада. Роман о месте действия // Насекомое: альманах литературно-худож. иллюстрированных маразмов. М.; Калининград; СПб., 2004. С. 248—267.

### Электронные публикации стихов
- Сыроватко, Лада. Кантика // Русское Поле: содружество литературных проектов[10].
- Сыроватко, Лада. Параллельные миры // Русское Поле: содружество литературных проектов[11].
- Викторова, Лада. Вальдбург и другие стихи // Polutona.ru[12].

В аннотации Лада Викторова (Л. В. Сыроватко) названа калининградским литератором и педагогом. Стихи сложные, технически изощренные. Уже первое стихотворение «Хромые ямбы» выдает свободное владение сложной техникой стихостроения и любовь к аллюзиям:
Хромая ямбом по стихам русским, / Всё в гору, в гору, на Парнас лезем, / Путем кремнистым сквозь туман, узким, — / Путем единственным, во что верим.

Кроме последнего, явно случайно сложившегося стиха, это очень сильная строфа! И даже некая «формула» современной поэзии.— Павел Басинский, филолог, критик

Ее «Руина» со своей философией античного рока и напряженной трагической линией явно восходит к цветаевской «Поэме горы»; в строках «руина поймала нас (рассказывать или нет?) внезапно…» трудно не расслышать следующей переклички: «гора бросалась под ноги колдобинами круч… гора хватала за полы, приказывала: стой…».

Там — «голый казарменный холм», здесь — «чудовищный мавзолей какого-то пруссака…, не то амбар, не то склад, не то языческий храм». На кенигсбергских руинах лежит зримый след чужого несчастья, как будто М. Цветаева своим «да не будет вам счастья дольнего… на моей горе!» не только «глотателей пустот», но и собратьев «по песенной беде» обрекла однажды на собственную трагедию несужденности. Ничего в Кенигсберге не складывается, не сбывается: люди тянутся друг к другу в стремлении перебороть пустоту, воплотиться, но все в последний момент обрывается, проваливается в тартарары, потому что — опять же из поэтического опыта Л. Викторовой — «Завоеватель был, конечно, прав: / двум душам в этом городе не слиться, / и новые жильцы в чужих домах пугаются зеркал: всплывают лица, / и стекол…»— Елена Погорелая, филолог, критик

Для поэзии Викторовой характерно обращение к культурной традиции, интерес к сюжетам из античности, христианской истории и мифологии, из истории западноевропейского средневековья. В то же время ей близка державинская нота русской поэзии, её отзвуки и переливы в творчестве Пушкина, Баратынского, Случевского, Ходасевича, Бродского. Стихи Викторовой строги, серьёзны, торжественны, в них чувствуется глубокая печаль и гармония, сопряжённая с духовной ответственностью.— Павел Фокин, филолог

## Переводы
Л. В. Сыроватко переводит поэзию с английского, итальянского, латинского, немецкого, польского, португальского и французского языков. Финалист конкурса переводов Чеслава Милоша (2012)

### Основные публикации переводов
- Из латинских стихов И. Полиандера / пер. с латинского Л. В. Сыроватко // Вокруг Марциала: стихи о янтаре. Калининград: Калинингр. обл. музей янтаря, 2012. С. 14-16.
- Апель И. О мухе, заключенной в янтаре / пер. с латинского Л. В. Сыроватко // Вокруг Марциала: стихи о янтаре. Калининград: Калинингр. обл. музей янтаря, 2012. С. 21.
- Кверенги А. К Лягушке и Ящерице, заключенным в янтарь / пер. с латинского Л. В. Сыроватко // Херман Д. О Лягушке и Ящерице, застрявших в прусском янтаре / под ред. И. А. Поляковой; Калинингр. обл. музей янтаря. Калининград, 2014. С. 107—109.
- Милош Ч. Живучий / пер. с польского Л. Сыроватко // Новая Польша. 2013. № 2[17].
- Милош по-русски / сост. Н. Горбаневская; пер. с польского. М.: Летний сад, 2013. 176 с.
- Реза Л. Песнь ловцов янтаря / пер. с немецкого Л. В. Сыроватко // Мотивы янтарного берега. Калининград: Калининг. обл. музей янтаря, 2014. С. 31-32.
- Ружевич Т. Боюсь бессонных ночей / пер. с польского Л. Сыроватко // Новая Польша. 2013. № 2[17].
- Феска А. Э. Ловля янтаря / пер. с французского Л. В. Сыроватко // Мотивы янтарного берега. Калининград: Калинингр. обл. музей янтаря, 2014. С. 48.
- Херман Д. О Лягушке и Ящерице, застрявших в прусском янтаре / пер. с латинского Л. В. Сыроватко // Херман Д. О Лягушке и Ящерице, застрявших в прусском янтаре. Калининград, 2014. С. 111—137.
- Херман Д. Эпитафия / пер. с латинского Л. В. Сыроватко // Херман Д. О Лягушке и Ящерице, застрявших в прусском янтаре. Калининград, 2014. С. 139—141.
- Шенкендорф М. Песнь духов над водами; Песнь ловцов янтаря; Утонувшее кольцо / пер. с немецкого Л. В. Сыроватко // Мотивы янтарного берега. Калининград: Калининг. обл. музей янтаря, 2014. С. 37-42.
- Свое чужое: сборник эссе и переводов. Калининград: Смартбукс, 2023. 286 с. ISBN 978-5-906195-87-6 [Книга издана при финансовой поддержке Министерства культуры Российской Федерации и техническом содействии Союза Российских писателей]

## Основные научные публикации

### Научные статьи
- Сыроватко Л. В. Философия истории и проблемы этики в произведениях А. С. Пушкина 30-х годов // «Внимая звуку струн твоих». Калининград, 1992. С. 94-112.
- Сыроватко Л. В. Некоторые аспекты «пушкинской темы» в романе Ф. М. Достоевского «Подросток» // «Внимая звуку струн твоих». Калининград, 1993. Вып. 2. С. 56-71.
- Сыроватко Л. В. «Слезинка ребёнка»: теодицея Л. Н. Толстого и Ф. М. Достоевского // Достоевский и мировая культура: альманах. СПб.: Лит.-мем. музей Достоевского, 1994. С. 151—160.
- Сыроватко Л. В. «Живопись словом» в «Подростке»: портрет, пейзаж, икона // Достоевский и современность: Материалы VII Международных «Старорусских чтений». Новгород, 1994. С. 222—223.
- Сыроватко, Л.В. «Какие сны приснятся в смертном сне?» (Об одном диалоге Г. Р. Державина и приказчика Б.В.) // Начало: сб. работ молодых ученых. М., 1995. Вып. 3. С. 108—110.
- Сыроватко Л. В. Пророк смирения и пророк своеволия // Начало. М., 1995. Вып. 3. С. 47-55.
- Сыроватко Л. Газданов-романист // Газданов Г. Собр. соч.: в 3-х тт. М., 1996. Т.1. С. 657—668.
- Сыроватко Л. Газданов-новеллист // Газданов Г. Собр. соч.: в 3 т. Т. 3. М.: Согласие, 1996. С. 775—784.
- Сыроватко Л. В. Символика времени в романе "Подросток " // Достоевский и мировая культура. Альманах. Вып. 10. М.: Классика плюс, 1998. С. 107—115.
- Сыроватко Л. В. Мотивы Достоевского в книгах стихов Максимилиана Волошина и Игоря Северянина // Достоевский. Материалы и исследования. Т. 15. СПб., 2000. С. 203—213.
- Сыроватко Л. В. Молитва о нелюбви (Газданов —читатель «Записок Мальте Лауридса Бригге») // Газданов и мировая культура. Калининград: ГП «КГТ», 2000. С. 85-102.
- Сыроватко Л. В. Принцип «Speculum speculorum» в романе Газданова «Призрак Александра Вольфа» // Возвращение Гайто Газданова. М.: Русский путь, 2000. С. 81-89.
- Сыроватко Л. В. Правда иллюзии и ложь факта (философская трилогия К. Чапека) // Санкт-Петербург — Прага. Ежегодник Общества братьев Чапеков в Санкт-Петербурге. СПб., 2000. С. 20-30.
- Сыроватко Л. В. Образ Швейка в «Стихах о неизвестном солдате» О. Э. Мандельштама // Культурный слой: исследования по истории европейской культуры / Центр «Молодежь за свободу слова»; Калинингр. ун-т. Калининград, 2000. Вып. 1. С. 121—129.
- Syrovatko L. Gibt es ein Camus-Rezeption in Rußland? // Camus im Osten. Berlin, 2000. S. 130—132.
- Газданов и мировая культура: сб. ст. / Ред.-сост. Л. В. Сыроватко. Калининград: ГП «КГТ», 2000. 238 с. ISBN 5-87869-087-X.
- Сыроватко Л. В. Пасхальный и рождественский рассказ в творчестве В. Набокова // Набоковский сборник. Мастерство писателя. Калининград, 2001. С. 126—144.
- Сыроватко Л. В. «Евгений Онегин»: заметки прочитавшего впервые // Культурный слой: исследования по истории европейской культуры. Калининград: Изд-во КГУ, 2001. Вып. 2. С. 103—115.
- Сыроватко Л.В. А. М. Гаркави и некрасоведение // Балтийский филологический курьер. 2003. № 3. С. 200—206.
- Сыроватко Л. В. «Подросток»: роман об идее // Роман Ф. М. Достоевского «Подросток»: возможности прочтения. Коломна: КГПИ, 2003. С. 63-81.
- Сыроватко Л. В. Тезис и антитезис самопознания: Н. Бердяев в диалоге с Б. Поплавским // Культурный слой: Философия русского зарубежья (исследования и материалы). Калининград: Изд-во КГУ, 2004. Вып. 4. С. 85-101.
- Сыроватко Л. В. Самоистязание двух видов («новое христианство» Бориса Поплавского) // Русское зарубежье: приглашение к диалогу: Сб. научных трудов. Калининград: Изд-во КГУ, 2004. С.165-185.
- Сыроватко Л. В. Святой Третьего Завета (к мотивной структуре рассказа Г. Газданова «Нищий») // Литература в диалоге культур −2. Ростов н/Д, 2004. С. 282—294.
- Русское Зарубежье: приглашение к диалогу: сб. науч. тр. / Отв. ред. Л. В. Сыроватко. Калининград: Изд-во КГУ, 2004. 281 с. ISBN 5-88874-464-6.
- Сыроватко Л. В. Достоевский глазами «молодого поколения» русской эмиграции (1920—1940) // Достоевский и XX век. М., 2007. Т. 2. С. 68-177.
- Сыроватко Л. В. О стихах и стихотворцах. Калининград: Изд-во «НЭТ», 2007. 88 с. (серия «Культурный слой», Вып. 7). ISBN 5-91203-002-4 (Содержание: О книжных полках: от Пушкина к Набокову; Христианский Элизиум Жуковского; Тяжёлый дар (концепция творчества Ходасевича и мотив «встречи с небожителем» у Набокова; Русский сюрреализм Б. Поплавского).
- Сыроватко Л. В. К вопросу о мотивной структуре рассказа Г. Газданова «Бомбей» // Гайто Газданов в контексте русской и западноевропейских литератур. М.: Изд-во ИМЛИ им. А. М. Горького РАН, 2008. С. 116—122.
- Сыроватко Л. В. Тяжелый дар. Концепция творчества В. Ходасевича и мотив «встречи с небожителем» у В. Набокова // Вопросы литературы. 2010. № 3. С. 95-122.
- Сыроватко Л. В. Фотодосия у Достоевского. Светопись «Великого пятикнижия»: общий очерк // Достоевский: Философское мышление, взгляд писателя / Под редакцией С. Алоэ. СПб. : ДМИТРИЙ БУЛАНИН, 2012. С. 363—397.
- Сыроватко Л. В. Новый Иов: «метафизика счастья» в прозе Гайто Газданова и Бориса Поплавского // Известия Уральского федерального университета. Серия 2: Гуманитарные науки. 2013. Т. 120. № 4. С. 231—241.
- Сыроватко Л. В. …pro patria mori…: взгляд из траншей. «Окопная поэзия» Великой войны // Первая мировая война в истории и культуре России и Европы: сб. ст. Калининград: Живем, 2013. С. 323—335.
- Сыроватко Л. В. «De Rana et Lacerta…» Даниэля Хермана: впервые на русском // Херман Д. О Лягушке и Ящерице, застрявших в прусском янтаре / под ред. И. А. Поляковой; Калинингр. обл. музей янтаря. Калининград, 2014. С. 78-92.
- Сыроватко Л. В. Между фактографией и беллетристикой: «человеческий документ» в литературной практике конца 1920-х — 1930-х гг. // Литература и документ: сб. ст. отв. ред. В. С. Сергеевой. М: Изд-во ИМЛИ им. А. М. Горького РАН, 2019. С. 57 — 90. ISBN 978-5-9208-0571-3
- Сыроватко Л. В. Франческо Бартолоцци — Пьер-Ноэль Виоле: судьбы художников, судьбы коллекций / Коллекция в пространстве культуры: Материалы международной научной конференции / Под ред. И. А. Поляковой, Т. Ю. Суворовой; Калининградский областной музей янтаря. Калининград, 2018. С. 155—174. ISBN 978-5-903920-49-5.
- Сыроватко Л. В. Когда корабли были деревянными, а люди — железными: материалы к иконографии деятелей флота / Коллекция в пространстве культуры: Материалы международной научной конференции / Под ред. И. А. Поляковой, Т. Ю. Суворовой; Калининградский областной музей янтаря. Калининград, 2018. С. 155—174. ISBN 978-5-903920-49-5.
- Л. В. Сыроватко (автор текстов, отв. редактор). Чаепитие с Карамзиным: Каталог выставки, посвященной 230-летию европейского путешествия Н. М. Карамзина / Под ред. Л. В. Сыроватко, А. В. Сивковой. Калининградский региональный общественный фонд культуры. Калининград, 2019. 68 с., ил. Издание осуществлено при поддержке Фонда Президентских грантов.
- Сыроватко Л. В. Братья Шастене де Пюисегюр — вероятные собеседники Карамзина / Карамзинский сборник: Сборник статей Вып. 8. / Под ред. Е. И. Княжевой, Т. А. Егоровой. М.: Государственный музей-усадьба «Остафьево» — «Русский Парнас» — ООО РИФ «Семир», 2021. С. 59 — 74. ISBN 978-5-6044480-4-5
- Сыроватко Л. В. Частная коллекция — государственный музей: из опыта взаимодействия // Сукачёвские чтения. 2021. № 18. С. 120—132.

### Научно-популярные публикации
- Бунин без глянца : сост. П. Е. Фокина и Л. В. Сыроватко. СПб.: Амфора. ТИД «Амфора», 2009. 382 с. (Серия «Без глянца»). ISBN 978-5-367-01091-6[18].

### Мемуаристика и публикации по истории края
- Сыроватко Л. Настоящесть // Прошла, овеяла крылом… Воспоминания о Т. Л. Вульфович. Калининград: ОГУП «Калинингр. кн. изд-во», 2003. С. 279—282.
- Односельчане: народная повесть. Калининград: Изд-во РГУ им. И. Канта, 2006. 104 с. ISBN 5-88874-682-7.

## Основные публикации по педагогике и методике преподавания литературы, искусствоведению

### Статьи и пособия
- Сыроватко Л. В. Секция литературы // Альтернативные технологии в сфере дополнительного образования: сб. метод. матер. Калининград: ГП «КГТ», 1999. С. 46-85.
- Сыроватко Л. В. Сюжет мелодии и палитра слов // Альтернативные технологии в сфере дополнительного образования: сб. метод. матер. Калининград: ГП «КГТ», 1999. С. 106—115.
- Культурные проекты: привлечение ресурсов: метод. пособие / Ю. Ю. Бардун, И. О. Дементьев, М. В. Сергеев, Л. В. Сыроватко, В. А. Чалый. Калининград: Центр «Молодежь за свободу слова», 2001. 84 с.
- Сыроватко Л.В. Н. С. Лесков. «Иной раз в наших местах задаются такие характеры…» // Русская литература 19 века. Вып. 4. М.: ОЛМА-ПРЕСС, 2002.
- Сыроватко Л. В. Общественные инициативы сельских школ Калининградской области // Гражданская активность в современной школе: сб. матер. / Центр «Молодежь за свободу слова». Калининград: Изд-во КГУ, 2004. С. 28-48.
- Сыроватко Л. В. Методическая копилка (из опыта работы по краеведению с детьми и молодежью Калининградской области) // От прошлого к будущему: справочник для тех, кто занимается краеведческой работой с детьми и молодежью / Центр «Молодежь за свободу слова». Калининград: Изд-во КГУ, 2004. С. 36-53.
- Сыроватко Л. В. Методическая азбука: пособие для педагога. Калининград: Изд-во КГУ, 2005. 80 с. (Серия «Открытая школа»; вып. 4). ISBN 5-88874-602-9
- Сыроватко Л. В. Философия истории и проблемы этики в произведениях А. С. Пушкина 30-х годов. Система уроков по роману «Капитанская дочка» в 8 классе // Душа учителя живёт… Сборник научно-методических статей. Из творческого опыта лаборатории «Вуз и Школа». Калининград, 2007. С. 187—228.
- Сыроватко Л. В. «Кружевом, камень, будь…» (к изучению книги стихов О. Мандельштама «Камень» в старших классах) // Уроки словесности: Из опыта работы с одаренными детьми. Калининград: Изд-во РГУ им. И. Канта, 2008. С. 33-55.
- Развитие социальной инициативности детей и молодежи: моногр. / В. А. Баранова, Т. С. Борисова, И. О. Дементьев, Л. В. Сыроватко [и др.]; под общ. ред. Т. С. Борисовой; Институт соц. педагогики РАО. М.: ИСП РАО, 2008. 168 с. ISBN 978-5-98689-038-8.
- Сыроватко Л. В. Методическая азбука: пособие для педагога. Калининград: Изд-во РГУ им. И. Канта, 2009. (Серия «Открытая школа»; вып. 10) (2-е изд., испр. и доп.). ISBN 5-88874-987-6.
- Сыроватко. Л. В. Урок 1. Урок без названия. Урок 2. Парка и Муза // Русская литература последних десятилетий. Конспекты уроков для учителя. 11 класс. Ред. В. Г. Маранцман. М.: Просвещение, 2007.

### Редактирование методических публикаций
- Открытая школа: лицей № 49: сб. метод. материалов / науч. ред. Л. В. Сыроватко. Калининград: Изд-во РГУ им. И. Канта, 2005. (Серия «Открытая школа», вып. 5). ISBN 5-88874-696-7.
- Уроки словесности: Из опыта работы с одаренными детьми. Калининград: Изд-во РГУ им. И. Канта, 2008. 78 с. (Серия «Открытая школа», вып. 7). ISBN 978-5-88874-878-7.